# Clément XIV
Giovanni Vincenzo Antonio (en religion Lorenzo) Ganganelli, né le 31 octobre 1705 à Santarcangelo di Romagna, près de Rimini, et mort le 22 septembre 1774 à Rome, est un prêtre des Frères mineurs conventuels, élu évêque de Rome, devenant ainsi le 249e pape de l’Église catholique le 19 mai 1769 sous le nom de Clément XIV (en latin Clemens XIV, en italien Clemente XIV). Il est particulièrement connu pour avoir supprimé la Compagnie de Jésus le 21 juillet 1773 et pour avoir fondé les musées du Vatican.

## Biographie
Fils de Lorenzo Ganganelli, un médecin originaire de Borgo Pace, dans l'ancien duché d'Urbino, et d'Angela Serafina Maria Mazzi (ou Macci), noble de Pesaro, Giovanni Vincenzo Antonio Ganganelli, le futur Clément XIV, est éduqué chez les Jésuites. En 1724, il entre chez les Frères mineurs conventuels chez qui il enseigna la théologie et la philosophie. Sur la recommandation de Ricci, supérieur général des jésuites, Clément XIII le fit cardinal au titre San Lorenzo in Panisperna en 1759 ; mais, comme il désapprouvait la politique du pape, il se retrouva sans emploi et sans influence.
En 1762, il devint le protecteur et l'ami du jeune philosophe Giovanni Cristofano Amaduzzi, de trente-cinq ans son cadet, originaire comme lui de l'Émilie-Romagne, plus précisément de Savignano, près de Rimini, qui arrivait à Rome pour poursuivre ses études et dont il fera, une fois devenu pape, l'inspecteur de l'« imprimerie de la Propagande ».

### Le conclave de 1769
Le conclave qui s'ouvrit à la mort de Clément XIII en 1769 trouva l'Église dans une situation difficile, minée de l'intérieur par le gallicanisme et le jansénisme, de l'extérieur par le fébronianisme et le rationalisme. Les pays de tradition catholique étaient les plus virulents : le Portugal parlait d'un patriarcat ; la France occupait Avignon ; Naples occupait Pontecorvo et Bénévent ; l'Espagne avait expulsé les jésuites manu-militari ; Parme était hostile et Venise agressive ; la Pologne envisageait de restreindre les droits du nonce.
Mais la question qui agitait la chrétienté était celle des jésuites, d'autant plus qu'ils soutenaient ouvertement le pouvoir pontifical. Ils avaient été expulsés du Portugal, de France et d'Espagne (y compris leurs colonies) et l'on souhaitait que le nouveau pape abolît cet ordre. Des pressions énormes s'exercèrent donc sur le conclave, réuni le 15 février 1769, pour obtenir que le prochain pape procédât à cette suppression.
Comme la majorité des quarante-sept cardinaux était favorable à la Compagnie de Jésus, on eut recours aux menaces et les rois de France, d'Espagne et du Portugal usèrent de leur droit d'exclusive pour écarter vingt-trois cardinaux (soit la moitié). On menaça de ne reconnaître qu'un pape qui accepterait d'avance et par écrit la suppression de l'Ordre détesté. Finalement, le 18 mai, le cardinal Ganganelli - toujours resté ambigu sur la question - fut élu, concluant un conclave de plus de trois mois et cent quatre-vingts tours de scrutins.

### La suppression de la Compagnie de Jésus et la mort du pape
Clément XIV n'était pas un ennemi déclaré de ses anciens maîtres, il était simplement plus acceptable par les cours catholiques européennes du fait qu'il ne s'était pas prononcé sur la « question des Jésuites », exprimant prudemment l'opinion que le « Bien de l'Église passait avant tout ». Des rumeurs l'accusant de simonie ont circulé, sans qu'il y ait aucune preuve que Ganganelli ait rien promis formellement quant à leur suppression.
Au prix de petits gestes, qui tournaient le dos à la politique de son prédécesseur, il réussit à temporiser un certain temps et se concilier les couronnes d'Espagne et de Portugal, mais la France, si elle accepta de restituer Avignon qu'elle avait occupée, comme elle le faisait à chaque crise qui l'opposait au pape, restait intraitable quant à la suppression des Jésuites. L'autre grande dynastie catholique, la maison de Habsbourg-Lorraine, sans demander la suppression des Jésuites, informa le pape qu'elle ne s'y opposerait pas. Souveraine respectée, l'impératrice Marie-Thérèse ne souhaitait pas s’aliéner les Bourbons, ses alliés face à la Prusse rivale. 
Finalement, les pressions furent trop fortes et Clément XIV décida de supprimer la Compagnie de Jésus le 21 juillet 1773, et de faire arrêter le supérieur général de l'ordre, Lorenzo Ricci. Mais il se garda bien de publier une bulle : il publia un simple bref Dominus ac Redemptor de forme beaucoup moins contraignante et qu'il serait plus facile de révoquer par la suite. De fait, les Jésuites furent d'ailleurs rétablis par Pie VII en 1814 par le bref Sollicitudo omnium ecclesiarum. Clément XIV aurait prophétisé sa propre mort, pensant fort qu'en signant leur arrêt de mort, il signait en même temps le sien : « La voilà donc faite cette suppression, s'écria-t-il, je ne m'en repens pas… et je la ferais encore, si elle n'était pas faite ; mais cette suppression me tuera. » On a prétendu que le Pape avait été pris de malaise après avoir signé le bref, que cet acte l'avait jeté dans le désespoir au point d'en perdre la raison. Il ne s'agit que de rumeurs.[évasif] Il se trouve que sa mort survint 14 mois plus tard. Comme son cadavre prit presque aussitôt une teinte bleu-noirâtre, on répandit le bruit qu'il avait été empoisonné, mais ce bruit n'avait pas de fondement.

### Vision posthume
Voici le jugement que portait sur lui, près de soixante ans après sa mort, l'Encyclopaedia Britannica :

« Aucun Pape n'a davantage mérité le titre d'homme vertueux, ni n'a donné un exemple plus parfait d'intégrité, de désintéressement et d'aversion pour le népotisme. Son éducation monastique ne l'a pas empêché d'être loué comme homme d'État, comme érudit, comme amateur de sciences physiques et comme un homme du monde achevé. De la même façon que Léon X nous montre de quelle manière la papauté aurait pu se concilier avec la Renaissance si la Réforme n'avait jamais eu lieu, Ganganelli donne l'exemple du genre de pape que le monde moderne aurait pu apprendre à accepter si le mouvement vers la liberté de pensée s'était limité, selon le souhait de Voltaire, à l'aristocratie de l'intelligence. Dans les deux cas, cette condition était à la fois indispensable et irréalisable : pas plus au XVIe siècle qu'au XVIIIe il n'aurait été possible d'imposer des bornes à l'esprit de recherche autrement que par le fer et le feu, et les successeurs de Ganganelli ont été obligés de pratiquer une politique analogue à celle de Paul IV et de Pie V à l'époque de la Réformation. Le divorce entre pouvoir temporel et pouvoir spirituel, que Ganganelli avait tout fait pour éviter, est désormais irréversible, et son pontificat, qui reste un épisode exceptionnel dans l'histoire générale de la papauté, prouve bien combien les vertus et les capacités d'un individu ont peu de pouvoir pour modifier la suite logique des événements. L'histoire de l'administration de Clément XIV a été écrite dans le plus violent esprit de dénigrement par Crétineau-Joly, et peut-être de façon trop laudative et dans un esprit opposé par le père Theiner, conservateur des Archives du Vatican. Theiner attire l'attention sur le fait que de nombreux documents ont disparu, apparemment subtilisés par les ennemis du pape. La correspondance familière de Ganganelli a été souvent réimprimée et force l'admiration par son élégance et son urbanité. »

## Le protecteur des juifs
La Jewish Encyclopedia, publiée entre 1901 et 1906, rend hommage à ce pape dans les termes suivants :

« Son élection fut saluée avec une joie particulière par les juifs ; quand il était conseiller du Saint-Office, ne les avait-il pas déclarés innocents de l'accusation calomnieuse de meurtre rituel, dans un mémorandum publié 21 mars 1758 ? Ils ne doutaient donc pas que, sur le trône du catholicisme, il ne serait pas moins juste et moins humain à leur égard. Sur ce point, ils ne furent pas déçus. Deux mois après son accession, Clément XIV retira les juifs de Rome de la juridiction de l'Inquisition et les plaça sous celle du Vicariato di Roma (5 août 1769). Un autre gage de sa bienveillance envers les juifs fut la confirmation (29 mars 1773) de la bulle de Clément VIII concernant le Jus Gazaka, qui était d'une très grande importance pour les juifs romains.

Le mémorandum du futur Clément XIV dont on a parlé plus haut mérite une mention spéciale, autant pour l'importance du sujet qui s'y trouve traité que pour la grande autorité de son auteur. Il s'agissait d'une accusation de crime rituel contre les juifs de Yanopol en Pologne. Alarmés par cette accusation sans cesse renouvelée, les juifs polonais envoyèrent à Rome un certain Jacob Selek pour implorer la protection du pape. Benoît XIV en conséquence ordonna un examen approfondi de la question, et ce fut justement le conseiller du Saint-Office, Lorenzo Ganganelli, le futur Clément XIV, qui fut chargé de préparer un rapport sur ce sujet. Ce rapport, qui portait en exergue sur sa page de titre « Non solis accusatoribus credendum » », fut présenté à la Congrégation de l'Inquisition le 21 mars 1758. L'auteur ne se contentait pas de montrer que l'accusation de Yanopol était dénuée de fondement, mais il passait en revue tous les cas importants d'accusations de crimes rituels depuis le XIIIe siècle, et prouvait qu'ils n'étaient tous pas mieux fondés. Dans deux cas seulement, Ganganelli hésitait à reconnaître la fausseté de l'accusation, à savoir celui de Simon de Trente en 1475, et celui d'André de Rinn en 1462. C'est qu'il était bien difficile au futur pape d'admettre que la canonisation de ces deux prétendus martyrs ne reposait sur rien. Mais il soulignait que les papes eux-mêmes avaient longtemps hésité avant d'admettre le culte de saint Simon et de saint André, celui-là ayant attendu plus de 110 ans, et celui-ci près de 300 ans, preuve qu'il existait des doutes sur la véracité de l'accusation. Il ne fallait tenir aucun compte des témoignages de certains juifs baptisés, comme ceux de Julio Morosini et Paul Sebastian Médici qui, dans leur haine envers leurs anciens coreligionnaires, avaient attesté par écrit que les Juifs utilisaient du sang chrétien. En outre, ces témoignages avaient été réfutés de façon décisive par de hautes autorités. Ganganelli concluait son mémorandum en rappelant que les chrétiens eux-mêmes avaient été autrefois accusés par les païens du même crime, comme on le voit chez Tertullien, Minucius Felix, Théodoret et Rufinus.

L'effort de Ganganelli fut couronné de succès. Benoît XIV, impressionné par les arguments présentés dans le mémoire, déclara les juifs de Yanopol innocents et renvoya Jacob Selek avec les honneurs, en le recommandant, par l'intermédiaire du cardinal Corsini, à Visconti, évêque de Varsovie, qui reçut l'ordre de protéger à l'avenir les juifs polonais contre de telles accusations. »

## L'ami des sciences
Le futur pape était favorable à la théorie de Newton. Lorsqu'il était encore consulteur du Saint-Office, il écrivait, le 13 mai 1748, à un gentilhomme écossais : « Je suis sincèrement attaché à la Nation anglaise, qui a toujours chéri les sciences singulièrement […]. Je fais quelquefois des visites nocturnes à Newton ; dans ce temps où toute la nature paraît endormie, je veille pour le lire et pour l'admirer. Personne ne réunit comme lui la science et la simplicité. C'est le caractère du génie, qui ne connaît ni la bouffissure ni l'ostentation. » Dans une autre lettre, du 12 octobre 1749, à l'abbé Lami, il insistait sur la nécessité de l'étude scientifique de la nature, qui complète la théologie et révèle la grandeur de Dieu : « L'étude de la nature est nécessaire pour en connaître l'Auteur ; aussi Newton dit-il qu'un astronome ou un anatomiste ne saurait absolument être athée. »
Ses lettres sont pleines de louanges pour Copernic, Newton, Buffon. Il admire particulièrement les mathématiques. Le 22 juin 1753, il écrivait à un ami : « Les mathématiques vous donneront un esprit juste. Sans elles, on manque d'une certaine méthode nécessaire pour rectifier les pensées, pour caser les idées, pour asseoir des jugements sûrs […]. Les mathématiques sont une science universelle qui lie toutes les autres, et qui les fait voir sous les plus heureux rapports. Les regards d'un mathématicien sont ordinairement des coups d'œil sûrs, qui analysent et décomposent avec justesse ; au lieu qu'un homme privé de la science des mathématiques ne voit que d'une manière vague, et presque toujours incertaine […]. J'ai toujours chéri cette science d'un amour de prédilection. La tournure de mon esprit me fait rechercher avec avidité tout ce qui est méthodique, et je ne fais que peu de cas des ouvrages où l'on ne trouve que de l'imagination. »